# Lucy Soutter
Lucy Soutter, née le 17 mars 1967 est une joueuse professionnelle de squash représentant l'Angleterre. Elle atteint le 2e rang mondial en août 1987, son meilleur classement. Elle est championne du monde junior en 1985. Elle est membre de l'équipe d'Angleterre championne du monde par équipes en 1987 et 1990.

## Biographie
Elle montre très tôt des signes de précocité remportant à plusieurs reprises le British Junior Open, championnat du monde officieux, en moins de 16 ans et moins de 19 ans et en 1983, les deux catégories simultanément..
Lucy Soutter est finaliste du British Open en 1987, perdant en finale face à Susan Devoy 2–9, 4–9, 9–4, 9–2, 9–1. Elle gagne les Championnats britanniques en 1983, 1985 et 1989.

## Palmarès

### Titres
- Open de Malaisie : 1987
- Championnats britanniques :  3 titres (1983, 1985, 1989)
- Championnats du monde junior : 1985
- Championnats du monde par équipes : 3 titres (1985, 1987, 1990)
- Championnats d'Europe par équipes : 1986

### Finales
- Open de Malaisie : 1986
- British Open : 1987